# Eleccions al Parlament Europeu de 1989 (Irlanda)
Les eleccions al Parlament Europeu de 1989 a Irlanda van ser les eleccions celebrades el 15 de juny per a escollir als 15 eurodiputats irlandesos per a la III legislatura del Parlament Europeu. Les eleccions van pujar fins al 68,3% de participació, més de 20 punts per sobre de les eleccions de 1984 i van ser guanyades, com les dues convocatòries anteriors, pels conservadors del Fianna Fáil.

## Sistema electoral
Irlanda va tornar a repartir els seus 15 eurodiputats en quatre circumscripcions electorals: 5 escons per al Munster, 4 per al Comtat de Dublín, 3 per a la circumscripció de Connacht i l'Ulster i 3 més per a la resta de la província del Leinster. El sistema de recompte va ser el de representació proporcional mitjançant el vot únic transferible.

## Resultats
El conservador Fianna Fáil va tornar a ser el guanyador de les eleccions amb el 31,5% dels vots i 6 eurodiputats enfront del 21,6% i 4 escons del també conservador Fine Gael, membre del Partit Popular Europeu, descendint en dos escons ambdós partits. El Partit Laborista, membre de la Confederació dels Partits Socialistes, va aconseguir recuperar la seva representació al Parlament Europeu, però va ser superat pels Demòcrates Progressistes, membre dels Liberals, Demòcrates i Reformistes Europeus.
| Candidatura                      | Facció europea        | Sufragis  | Sufragis | Escons           | Escons           |
| Candidatura                      | Facció europea        | Vots      | %        | Dip.             | Dif.             |
| -------------------------------- | --------------------- | --------- | -------- | ---------------- | ---------------- |
| Fianna Fáil (FF)                 |                       | 514.537   | 31,5%    | 6                | ▼ 2              |
| Fine Gael (FG)                   | PPE                   | 353.094   | 21,6%    | 4                | ▼ 2              |
| Demòcrates Progressistes         | LDRE                  | 194.059   | 12,0%    | 1                |                  |
| Partit Laborista (Lab)           | UPSCE                 | 155.572   | 9,5%     | 1                | ▲ 1              |
| Partit dels Treballadors         |                       | 124.679   | 7,7%     | 1                | ▲ 1              |
| Partit Verd                      | CEPV                  | 61.041    | 3,7%     |                  |                  |
| Independent: Thomas Joseph Maher |                       | 55.499    | 3,4%     | 1                | Es manté         |
| Independent Fianna Fáil          | ALE                   | 52.852    | 3,2%     | 1                | ▲ 1              |
| Sinn Féin                        |                       | 35.923    | 2,2%     |                  |                  |
| Altres independents              |                       | 85.472    | 5,2%     |                  |                  |
| Vots a candidatures              | Vots a candidatures   | 1.632.728 | 97,8%    | 15               | Es manté         |
| Vots nuls o no vàlids            | Vots nuls o no vàlids | 42.391    | 2,6%     | Ireland Election | Ireland Election |
| Vots emesos                      | Vots emesos           | 1.675.119 | 68,3%    | Ireland Election | Ireland Election |
| Cens total                       | Cens total            | 2.451.684 |          | Ireland Election | Ireland Election |